# Francesco Gabbani
Francesco Gabbani (ur. 9 września 1982 w Carrarze) – włoski piosenkarz. Zwycięzca 67. Festiwalu Piosenki Włoskiej w San Remo (2017). Reprezentant Włoch w 62. Konkursie Piosenki Eurowizji (2017).

## Kariera muzyczna
Karierę rozpoczął w 2000. W 2011 wydał single „Estate” i „Maledetto amore”. W 2013 wydał debiutancki album studyjny pt. Greitist Iz, który promował singlami: „I dischi non si suonano” i „Clandestino”. W 2015 podpisał kontakt płytowy z wytwórnią BMG Rights Management. W 2016 z utworem „Amen” zwyciężył w koncercie „Debiutanci” podczas 66. Festiwalu Piosenki Włoskiej w San Remo, na którym otrzymał również Nagrodę Krytyków im. Mii Martini. Za wysoką sprzedaż singla z tym utworem we Włoszech uzyskał certyfikat platynowej płyty. W 2016 wydał album pt. Eternamente ora i napisał ścieżkę dźwiękową do filmu Fausto Brizziego Poveri ma ricchi.

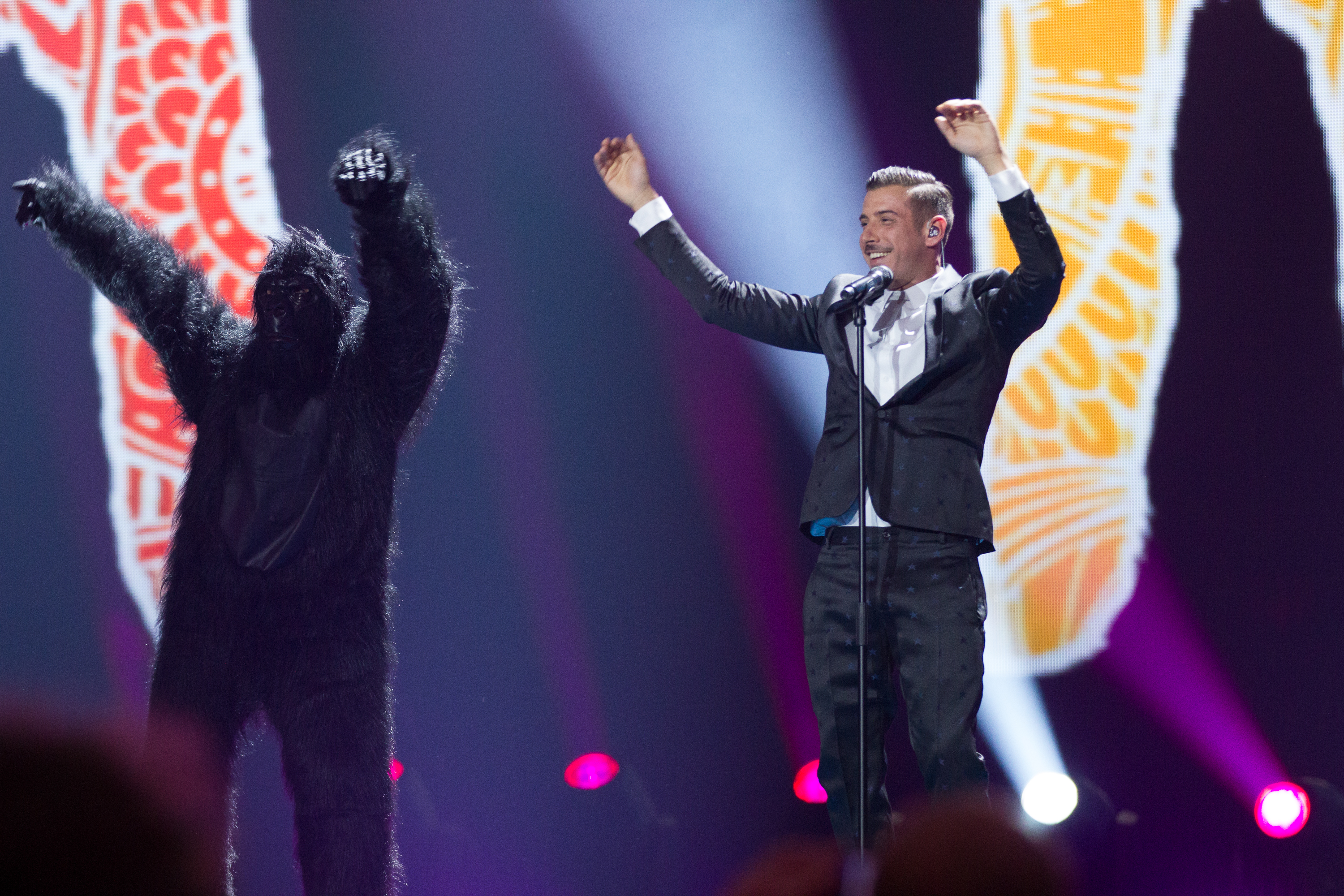
Gabbani w 62. Konkursie Piosenki Eurowizji w Kijowie (2017)

W 2017 z utworem „Occidentali’s Karma” zwyciężył w finale 67. Festiwalu Piosenki Włoskiej w San Remo, po czym potwierdził, że będzie reprezentował Włochy w 62. Konkursie Piosenki Eurowizji w Kijowie. Choć przed finałem konkursu był uznawany za głównego faworyta do wygrania konkursu, to zajął w nim dopiero szóste miejsce. Również w 2017 wydał album pt. Magellano. W lutym 2020 z utworem „Viceversa” zajął drugie miejsce w finale 70. FPW w San Remo. W lutym 2025 weźmie udział w 75. FPW w San Remo.

## Dyskografia
Albumy studyjne
- Greitist Iz (2013)
- Eternamente ora (2016)
- Magellano (2017)